# (274020) Skywalker
(274020) Skywalker est un astéroïde de la ceinture principale.

## Description
(274020) Skywalker est un astéroïde de la ceinture principale. Il fut découvert par Stefan Karge et Erwin Schwab le 12 septembre 2007 à Taunus. Il présente une orbite caractérisée par un demi-grand axe de 3,16 UA, une excentricité de 0,211 et une inclinaison de 15,367° par rapport à l'écliptique.
Il fut nommé en référence à la famille Skywalker dans l'univers de Star Wars.

## Compléments